# Landschaftsverband Westfalen-Lippe

Logo des LWL

Die weiß-rot längsgestreifte Flagge des LWL ist mit dem steigenden weißen Westfalenpferd in rotem Schild belegt (siehe auch Westfalenflagge)

Der Landschaftsverband Westfalen-Lippe (LWL) ist eine 1953 gebildete Körperschaft des öffentlichen Rechts ohne Gebietshoheit in Nordrhein-Westfalen mit Sitz in Münster. Er folgt dem Provinzialverband der Provinz Westfalen nach und ist mit 20.000 Beschäftigten für ein Gebiet mit 8,3 Millionen Menschen zuständig.
Der Zuständigkeitsbereich dieses Landschaftsverbandes umfasst die Landesteile Westfalen und Lippe. Die Kreise und kreisfreien Städte in diesem Gebiet sind die Mitglieder des LWL, der im Rahmen der Kommunalen Selbstverwaltung regionale Aufgaben wahrnimmt. Mit seinen 35 Förderschulen, 21 Krankenhäusern, 18 Museen und als einer der größten deutschen Hilfezahler für behinderte Menschen erfüllt der LWL Aufgaben in den Bereichen Soziales, Jugend und Schule sowie Psychiatrie, Maßregelvollzug und Kultur. Zum letzten Bereich gehört auch die LWL-Archäologie für Westfalen. Ebenfalls ist der LWL dazu berechtigt, Beamte zu beschäftigen.

## Organisation
Die Mitgliedskörperschaften des Landschaftsverbandes Westfalen-Lippe sind die 18 Kreise und neun kreisfreien Städte in Westfalen-Lippe. Sie tragen und finanzieren den Landschaftsverband und wählen die Mitglieder der Landschaftsversammlung Westfalen-Lippe, das so genannte Westfalenparlament. Hauptsitz der Verwaltung und Tagungsort der Landesversammlung ist das Landeshaus Münster.

### Mitglieder
Der Landschaftsverband Westfalen-Lippe hat folgende 18 Kreise und 9 kreisfreie Städte als Mitglieder:
Kreise
- Kreis Borken
- Kreis Coesfeld
- Ennepe-Ruhr-Kreis
- Kreis Gütersloh
- Kreis Herford
- Hochsauerlandkreis
- Kreis Höxter
- Kreis Lippe
- Märkischer Kreis
- Kreis Minden-Lübbecke
- Kreis Olpe
- Kreis Paderborn
- Kreis Recklinghausen
- Kreis Siegen-Wittgenstein
- Kreis Soest
- Kreis Steinfurt
- Kreis Unna
- Kreis Warendorf

Kreisfreie Städte
- Bielefeld
- Bochum
- Bottrop
- Dortmund
- Gelsenkirchen
- Hagen
- Hamm
- Herne
- Münster

### Landschaftsversammlung
- DIE LINKE. Die PARTEI: 4
- GRÜNE: 23
- SPD: 34
- Gruppe BSW: 2
- FDP/FW: 10
- CDU: 45
- AfD: 6
- Fraktionslos: 1

Zu den Aufgaben der Landschaftsversammlung gehören unter anderem die Wahl des Direktors des LWL und der Landesräte, der Erlass der Haushaltssatzung sowie die Festlegung strategischer Ziele unter Berücksichtigung der Ressourcen.
Zu Beginn der 15. Wahlperiode (2020–2025) waren in der Landschaftsversammlung folgende Parteien vertreten (insgesamt 125 Sitze): CDU 45, SPD 34, GRÜNE 24, FDP 7, AfD 6, DIE LINKE 5, FW NRW 3, Die PARTEI 1. Mindestens 3 Mitglieder der Landschaftsversammlung können sich zu Fraktionen zusammenschließen. Neben den Fraktionen von CDU, SPD, GRÜNE und AfD haben sich die Vertreter von FDP und FW NRW zur FDP/FW-Fraktion zusammengeschlossen. Die Vertreter von DIE LINKE und Die PARTEI haben sich zur Fraktion DIE LINKE. Die PARTEI zusammengeschlossen. Die Fraktionen von CDU und GRÜNE bilden eine Koalition. Seit Dezember 2022 hat die GRÜNE-Fraktion ein Mitglied weniger. Ein GRÜNE-Mitglied trat zurück. Die Nachfolgerin wurde nicht in die GRÜNE-Fraktion aufgenommen und gilt somit als Fraktionslos. Im März 2024 hat die Fraktion DIE LINKE. Die PARTEI 2 Mitglieder ausgeschlossen, die zum Bündnis Sahra Wagenknecht (BSW) übergetreten waren. Wenige Tage später bildeten die beiden zusammen mit dem fraktionslosen Mitglied der Landschaftsversammlung eine neue Fraktion „BSW/Küpper“. Ende Dezember 2024 hat sich die Fraktion BSW/Küpper wieder aufgelöst. Zwei Mitglieder bildeten daraufhin die Gruppe BSW, während ein Mitglied fraktionslos wurde.
Vorsitzender der Landschaftsversammlung ist seit Anfang 2021 Klaus Baumann (CDU). Die Fraktionsvorsitzenden sind Eva Irrgang (CDU), Karsten Koch (SPD), Martina Müller und Karen Haltaufderheide-Uebelgünn (GRÜNE), Arne Hermann Stopsack (FDP/FW), Sascha Menkhaus (AfD), Sonja Crämer-Gembalczyk und Rolf Kohn (DIE LINKE. Die PARTEI), sowie Selda Izci (Gruppe BSW). Die Landschaftsversammlung der 15. Wahlperiode hat sich am 21. Januar 2021 konstituiert.

### Direktor des Landschaftsverbandes
Seit dem 1. Juli 2022 ist Georg Lunemann, der am 27. Januar 2022 zum Nachfolger von Matthias Löb gewählt wurde, im Amt. Neben der offiziellen Bezeichnung ist Landesdirektor als Kurzbezeichnung üblich.
Landesdirektoren seit 1953 waren:
- 1. Oktober 1953–1954: Bernhard Salzmann (trug noch den alten Titel Landeshauptmann)
- 1954 – 31. Januar 1968: Anton Köchling (CDU)
- 1. Februar 1968 bis 31. März 1979: Walter Hoffmann (SPD)
- 1. April 1979 bis 31. März 1991: Herbert Neseker
- 1. April 1991 bis 30. Juni 1998: Manfred Scholle (SPD)
- 1. Juli 1998 bis 30. Juni 2006: Wolfgang Schäfer (SPD)
- 1. Juli 2006 bis 30. Juni 2014: Wolfgang Kirsch (CDU)
- 1. Juli 2014 bis 30. Juni 2022: Matthias Löb[13] (SPD)
- Seit 1. Juli 2022: Georg Lunemann[14] (CDU)

In der Zeit des Provinzialverbandes Westfalen trugen die Hauptverwaltungsbeamten die Bezeichnung Landeshauptmann.

### Haushalt
Der LWL-Etat für das Haushaltsjahr 2020 beläuft sich auf rund 3,5 Milliarden Euro. Die Einnahmen werden zu etwa zwei Dritteln in Form einer Umlage von den 27 Mitgliedsstädten und -kreisen erhoben. Diese Beiträge richten sich nach dem Steueraufkommen der Kommunen. Das Land NRW weist zudem dem LWL für das Jahr 2020 658,1 Millionen Euro zu. Fast 90 % des Haushaltsbudgets werden für Sozialleistungen ausgegeben.

### Beteiligungen
Der Landschaftsverband Westfalen-Lippe ist an verschiedenen Unternehmen beteiligt. Die Kommunalwirtschaft des LWL ist in der Westfälisch-Lippischen Vermögensverwaltungsgesellschaft mbH gebündelt.
Beteiligungen Ende 2015 waren beispielsweise:
- Provinzial NordWest mit 40 %
- RWE mit 1,1 %
- Erste Abwicklungsanstalt mit 0,9 %
- Ardey-Verlag mit 100 %

Frühere Beteiligungen an der WestLB und der NRW.Bank bestehen nicht mehr.
Nachdem Klima-Aktivisten im Herbst 2019 gegen die Beteiligung des LWL an RWE demonstriert hatten, entschied der Finanzausschuss, ein Viertel der RWE-Aktien verkaufen zu wollen.

## Aufgaben
Der LWL nimmt Aufgaben in den Bereichen Soziales, Jugend und Schule, Kultur, Psychiatrie und Maßregelvollzug wahr. Die Tätigkeitsschwerpunkte des LWL sind Aufgaben, die aus finanziellen Gründen oder wegen ihrer Beschaffenheit nicht von jeder Stadt und jedem Kreis einzeln erfüllt werden können. Bestimmte Aufgaben sind großflächig wirksamer und wirtschaftlicher zu lösen, beispielsweise die Errichtung von psychiatrischen Kliniken oder Blinden- und Gehörlosenschulen. Der LWL ist auch im Auftrag von Bund und Land tätig. Hierzu zählen zum Beispiel die Sicherung und Therapie psychisch kranker Straftäter.

### Soziales
Der Landschaftsverband Westfalen-Lippe engagiert sich im Bereich Soziales für die zahlreichen behinderten Menschen in Westfalen-Lippe. Ein Schwerpunkt ist dabei die optimale Gestaltung der Lebensverhältnisse im Allgemeinen (LWL-Behindertenhilfe Westfalen). Ein weiterer Schwerpunkt ist die Sicherung und behinderungsgerechte Gestaltung von Arbeitsplätzen auf dem allgemeinen Arbeitsmarkt (LWL-Inklusionsamt Arbeit). Es werden darüber hinaus Kriegs-, Wehrdienst- und Zivilbeschädigte sowie Impfgeschädigte und Opfer von Gewalttaten durch individuelle Leistungen unterstützt (LWL-Amt für Soziales Entschädigungsrecht).

#### Leistungen der LWL-Behindertenhilfe Westfalen
Der LWL engagiert sich besonders für die Integration alter, kranker und behinderter Menschen in die Gesellschaft. Als einer der größten Sozialhilfeträger Deutschlands unterstützt er mit 1,8 Milliarden Euro jährlich 59.000 körperlich sowie geistig und seelisch behinderte Menschen in Westfalen-Lippe. Die Betreuung und Förderung der Behindertenhilfe erfolgt unter anderem über stationäre Einrichtungen, das ambulant betreute Wohnen, Werkstätten für behinderte Menschen sowie Tagesstätten für psychisch behinderte Menschen.

#### Leistungen des Inklusionsamts Arbeit
Das Integrationsamt Westfalen erhebt die Schwerbehinderten-Ausgleichsabgabe bei Betrieben und unterstützt mit diesen Beträgen schwerbehinderte Arbeitnehmer bei allen Fragen rund um den Arbeitsplatz. Es ist Servicebetrieb für 90.000 schwerbehinderte Menschen in über 25.000 Betrieben in Westfalen-Lippe. Es berät zum Beispiel schwerbehinderte Menschen und ihre Arbeitgeber bei der Einrichtung und Umgestaltung behinderungsgerechter Arbeitsplätze, die zudem vom LWL finanziert werden. Darüber hinaus ist das LWL-Inklusionsamt Arbeit für den besonderen Kündigungsschutz schwerbehinderter Menschen zuständig. Nach Möglichkeit werden Maßnahmen ergriffen, um einen Arbeitsplatz zu erhalten.
Im Rahmen der Kriegsopferfürsorge unterstützt die LWL-Hauptfürsorgestelle Westfalen 28.000 Kriegsbeschädigte und Hinterbliebene, die insbesondere Hilfen zur Pflege erhalten. Daneben werden Leistungen für Menschen erbracht, die zum Beispiel als Wehr- oder Zivildienstleistende einen dauerhaften gesundheitlichen Schaden erlitten haben, die Opfer einer Gewalttat wurden oder die aufgrund eines Impfschadens auf Hilfen angewiesen sind.

#### Leistungen des LWL-Amt für Soziales Entschädigungsrecht
Das LWL-Amt für Soziales Entschädigungsrecht unterstützt über 35.000 Kriegsopfer und ihre Hinterbliebenen, Opfer von Gewalttaten, Impfgeschädigte, Soldaten und Zivildienstleistende. Es hilft diesen Menschen bei allen Fragen rund um die Leistungen des Sozialen Entschädigungsrechts. Hierbei geht es um Heil- und Krankenbehandlung, Kuren, Versorgung mit orthopädischen Hilfsmitteln bis hin zu Rentenzahlungen (Grundrente, Ausgleichsrente, Berufsschadensausgleich, Schwerstbeschädigten- und Pflegezulage).

### Psychiatrie

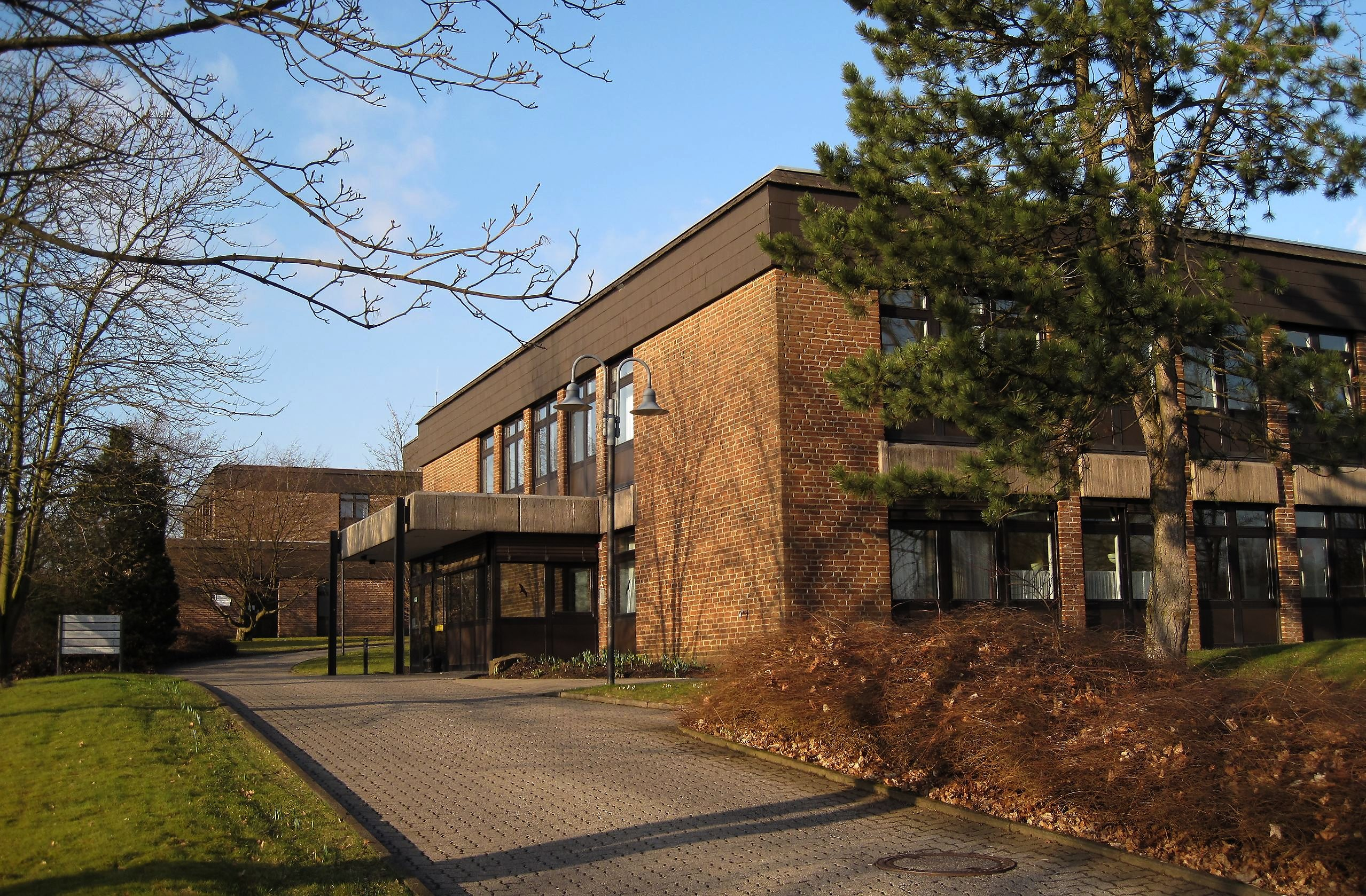
LWL-Klinik Hemer

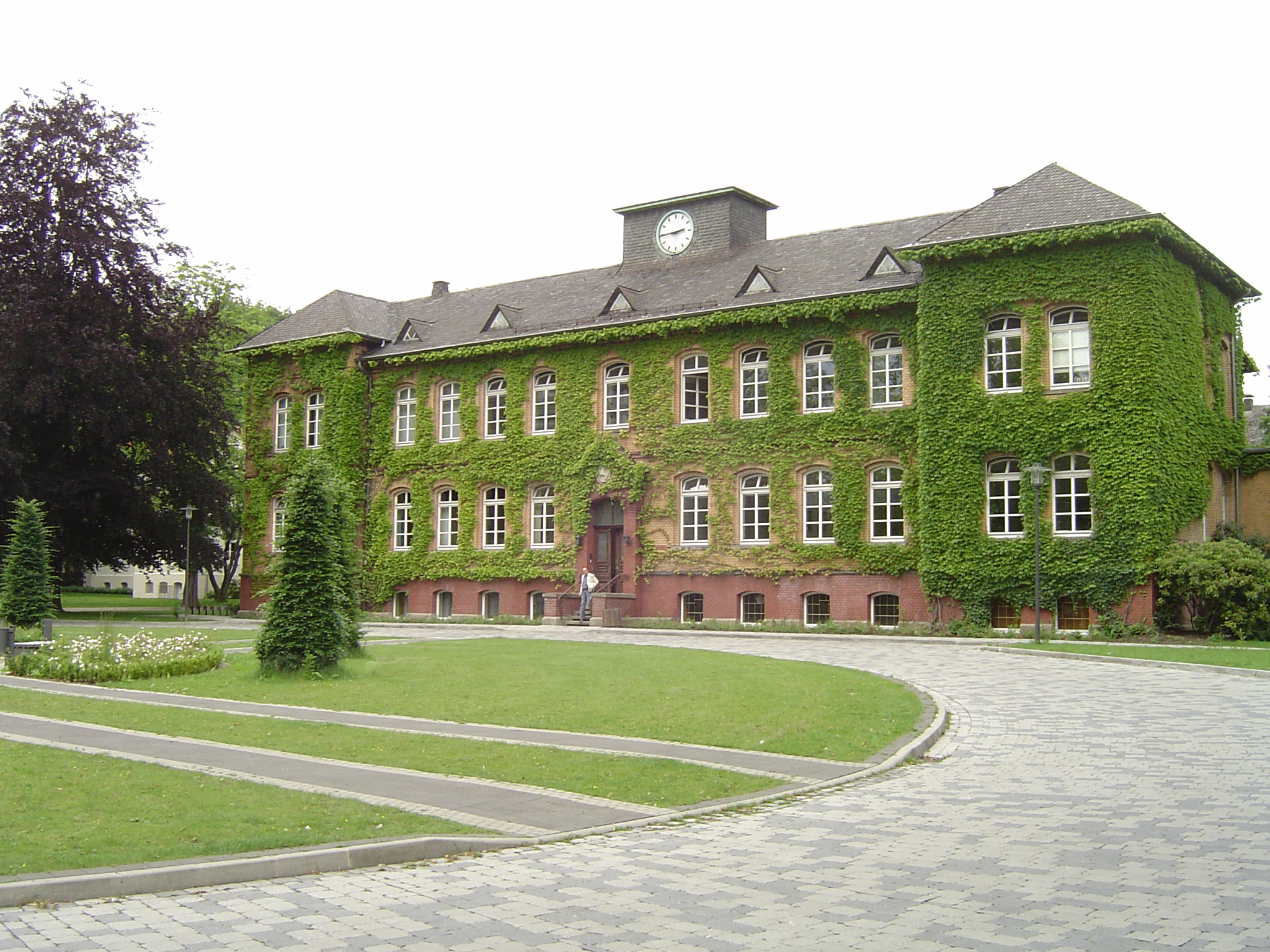
LWL-Klinik Dortmund, Verwaltungsgebäude

Die Postkarte aus der Zeit um 1900 zeigt die Einrichtungen der heutigen LWL-Klinik Lippstadt und des LWL-Zentrums für Forensische Psychiatrie

Der LWL ist außerdem Träger des LWL-PsychiatrieVerbund Westfalen, der für Menschen mit psychischer Erkrankung, psychischer Behinderung oder geistiger Behinderung vielfältige Leistungen zur Behandlung, Rehabilitation, Eingliederung und Pflege anbietet. Mit rund 6.600 Betten und Plätzen bildet der LWL-Psychiatrieverbund Westfalen als Gesundheitsdienstleister einen wesentlichen Grundpfeiler der psychiatrischen Versorgung der 8,2 Millionen Einwohner in Westfalen-Lippe.
Der Landschaftsverband unterhält folgende Einrichtungen:
Elf Kliniken für Erwachsenenpsychiatrie:
- LWL-Klinik Dortmund
- LWL-Klinikum Gütersloh
- LWL-Klinik Hemer
- LWL-Klinik Herten
- LWL-Klinik Lengerich
- LWL-Klinik Lippstadt
- LWL-Klinik Marsberg
- LWL-Klinik Münster
- LWL-Klinik Paderborn
- LWL-Klinik Warstein
- LWL-Universitätsklinik Bochum

sowie vier Kliniken für Kinder- und Jugendpsychiatrie:
- LWL-Klinik Dortmund – Elisabeth-Klinik
- LWL-Klinik Marl-Sinsen – Haardklinik
- LWL-Klinik Marsberg
- LWL-Universitätsklinik Hamm

Hinzu kommen zehn LWL-Wohnverbünde, sieben LWL-Pflegezentren sowie sieben LWL-Rehabilitationszentren und LWL-Institute für Rehabilitation. Der LWL ist an weiteren Einrichtungen beteiligt. Den Kliniken angeschlossen sind Tageskliniken und Institutsambulanzen. Ein Forschungsinstitut, vier Akademien, zwei Tagungsstätten und drei Schulen ergänzen das Spektrum des LWL-PsychiatrieVerbunds Westfalen.
Darüber hinaus ist der LWL zusammen mit weiteren Dienstleistern Gesellschafterin der Gemeinnützigen Gesellschaft für digitale Gesundheit mbH.

### Maßregelvollzug
Der LWL betreibt sechs Maßregelvollzugskliniken, in denen er für das Land Nordrhein-Westfalen psychisch kranke und suchtkranke Straftäter behandelt und sichert.
- LWL-Zentrum für Forensische Psychiatrie Lippstadt
- LWL-Maßregelvollzugsklinik Schloss Haldem
- LWL-Therapiezentrum für Forensische Psychiatrie Marsberg
- LWL-Klinik für Forensische Psychiatrie Dortmund (Wilfried-Rasch-Klinik)
- LWL-Therapiezentrum für forensische Psychiatrie Münsterland
- LWL-Maßregelvollzugsklinik Herne

### Jugend und Schule
In Westfalen-Lippe leben 1,6 Millionen junge Menschen. Ihre Lebensbedingungen zu verbessern und sie zu fördern ist Aufgabe der LWL-Jugendhilfe.

#### Landesjugendamt Westfalen
Das Landesjugendamt des LWL unterstützt die Jugendämter der Gemeinden, Städte und Kreise sowie die freien Träger der Jugendhilfe in ihrer Arbeit für Kinder, Jugendliche und Familien. Hierzu zählen die Beratung und Fortbildung der Fachleute sowie die Förderung von Einrichtungen und Projekten. Es beaufsichtigt Einrichtungen der Jugendhilfe (Kindertagesstätten und Einrichtungen der Heimerziehung). Zur Erläuterung: Die freien Träger verkörpern all das, was nicht zur kommunalen Jugendhilfe zählt. Dazu gehören zum Beispiel die Elterninitiative, die einen Kindergarten trägt, oder die Kirche, die Jugendhäuser und Familienbildungsstätten betreibt, oder Verbände wie die Caritas mit ihren Ehe- und Lebensberatungsstellen. Darüber hinaus unterhält der LWL fünf eigene Einrichtungen für junge Menschen, die in Wohngruppen als Familienersatz leben sowie für Erzieherinnen und Sozialpädagogen in der Aus- und Fortbildung.

#### LWL-Koordinationsstelle Sucht
Die Koordinationsstelle Sucht des LWL bietet Fachberatung, Qualifizierung und Modellprojekte für etwa 900 Einrichtungen der Suchthilfe in Westfalen-Lippe. Sie organisiert Fachtagungen sowie berufliche Weiterbildungsangebote und erprobt neue Wege in der Suchthilfe und -prävention.

#### LWL-Förderschulen
Der LWL betreibt 35 Förderschulen mit den Förderschwerpunkten Sehen, Hören und Kommunikation, Sprache sowie körperliche und motorische Entwicklung. 6.400 behinderte Kinder und Jugendliche werden in den Schulen des LWL entsprechend ihrer Fähigkeiten gefördert. Dafür stellt der LWL den notwendigen Schulraum und die erforderliche Sachausstattung zur Verfügung. Die meisten LWL-Schulen unterrichten im Bereich der Grund- und Hauptschule. Einige Förderschwerpunkte ermöglichen zudem einen Realschulabschluss. Darüber hinaus ist der LWL Träger von einem Berufsbildungswerk in Soest zur Förderung blinder und sehbehinderter Menschen, von vier Internaten und von einem Berufskolleg in Hamm, das sich auf Motopädie, Heilpädagogik, Sozialpädagogik und Heilerziehungspflege spezialisiert hat.

#### Weitere Einrichtungen
Der LWL ist Träger des Jugendhofes Vlotho, einer Bildungseinrichtung im Bereich der Kinder- und Jugendhilfe, des Jugendhilfezentrums in Marl, eines Heilpädagogischen Kinderheims in Hamm, des „LWL Berufskollegs – Fachschulen Hamm“ sowie eines Jugendheims in Tecklenburg.

### Kultur
Der Verband fördert die Kultur in der Region durch finanzielle Unterstützung von Landestheatern und -orchestern sowie von Projekten und Publikationen. Bis heute ist der Landschaftsverband auch im Besitz des von der preußischen Provinz Westfalen erbauten Kaiser-Wilhelm-Denkmal an der Porta Westfalica. Der LWL nimmt eine wichtige Rolle im Bereich Kulturförderungen und Kulturpartnerschaften ein. Auf der Internetseite lwl.org findet sich ein Kulturkalender mit allen Veranstaltungen der Kultureinrichtungen für den Zeitraum der jeweils folgenden 30 Tage. Der LWL gibt auch die sechsmal im Jahr erscheinende Zeitschrift Westfalenspiegel heraus. Diese wird von einer verbandseigenen Tochter, dem Ardey-Verlag, herausgegeben. Der LWL kürt seit 1999 das Denkmal des Monats in Westfalen-Lippe.

#### LWL-Museen
Der LWL ist Träger von insgesamt 17 Museen:
- LWL-Museum für Archäologie, Westfälisches Landesmuseum in Herne
- LWL-Römermuseum in Haltern am See
- Museum in der Kaiserpfalz in Paderborn
- Stiftung Kloster Dalheim. LWL-Landesmuseum für Klosterkultur in Lichtenau-Dalheim
- LWL-Museum für Kunst und Kultur. Westfälisches Landesmuseum in Münster
- LWL-Museum für Naturkunde. Westfälisches Landesmuseum mit Planetarium in Münster
- Biologische Station Heiliges Meer in Recke
- LWL-Freilichtmuseum Detmold. Westfälisches Landesmuseum für Volkskunde
- LWL-Freilichtmuseum Hagen. Westfälisches Landesmuseum für Handwerk und Technik
- LWL-Preußenmuseum Minden. Mit dem LWL-Besucherzentrum am Kaiser-Wilhelm-Denkmal Porta Westfalica
- LWL-Industriemuseum – Westfälisches Landesmuseum für Industriekultur mit acht Standorten:
  - Zeche Zollern mit der Zentrale in Dortmund
  - Zeche Hannover in Bochum,
  - Zeche Nachtigall in Witten,
  - Schiffshebewerk Henrichenburg in Waltrop,
  - Henrichshütte in Hattingen,
  - TextilWerk in Bocholt,
  - Ziegelei in Lage und
  - Glashütte Gernheim in Petershagen im Kreis Minden-Lübbecke.

#### LWL-Kulturdienste
Fünf Kulturdienste stehen Bürgern sowie Kreisen, Städten und Gemeinden zur Seite:
- LWL-Archivamt für Westfalen
- LWL-Archäologie für Westfalen
- LWL-Denkmalpflege, Landschafts- und Baukultur in Westfalen
- LWL-Medienzentrum für Westfalen
- LWL-Museumsamt für Westfalen zur Unterstützung der Arbeit von 660 örtlichen Museen, darunter viele Heimatmuseen, durch Beratung, Dienstleistungen und Zuschüsse.[21]

Der LWL ist außerdem zusammen mit der Stadt Köln Betriebsstätte der elektronischen Langzeitarchivlösung DiPS.kommunal, die für kommunale Archive in NRW bereitgestellt wird. Das LWL-Archivamt für Westfalen, die LWL.IT Service Abteilung, das Amt für Digitalisierung und Informationstechnologie der Stadt Köln und das Historische Archiv der Stadt Köln betreiben die Verbundlösung in ihren jeweiligen Rechenzentren und bieten technischen und archivfachlichen Support.

#### Landeskundliche Forschung
Forschungsinstitute und wissenschaftliche Kommissionen des LWL:
- LWL-Institut für westfälische Regionalgeschichte
- Altertumskommission für Westfalen
- Geographische Kommission für Westfalen
- Historische Kommission für Westfalen
- Kommission für Mundart- und Namenforschung Westfalens
- Literaturkommission für Westfalen
- Volkskundliche Kommission für Westfalen

#### Auszeichnungspreise
Außerdem vergibt der LWL Auszeichnungspreise an Künstler und Wissenschaftler, die herausragende Leistungen erbracht haben in den Bereichen
- Musik: Hans-Werner-Henze-Preis
- Bildende Kunst: Konrad-von-Soest-Preis
- Literatur: Annette-von-Droste-Hülshoff-Preis
- Landeskundliche Forschung: Karl-Zuhorn-Preis

An Wissenschaftler verschiedener Fachrichtungen, die nicht hauptamtlich in der Forschung tätig sind, wird zudem einmal im Jahr der Förderpreis für Westfälische Landeskunde vergeben.